# Brun stenskvätta
Brun stenskvätta, tidigare kallad brunskvätta (Oenanthe fusca), är en fågel som numera placeras i familjen flugsnappare inom ordningen tättingar. Den förekommer i stenig och klippig miljö i nordöstra Pakistan och norra Indien där den är stannfågel. IUCN kategoriserar den som livskraftig.

## Utseende
Brun stenskvätta är en 17 cm lång och, som namnet avslöjar, brun fågel. Ovansidan är mörkbrun med mörkare vingar och svartaktig stjärt. Rosttonade ögonbrynsstreck och örontäckare övergår i mellanbrun undersida. Olikt de allra flesta stenskvättorna saknar fågeln den för släktet karakteristiska svartvita stjärtteckningen.

## Utbredning och systematik
Fågeln förekommer i steniga sluttningar och bland klippor i nordöstra Pakistan och norra Indien. Den behandlas som monotypisk, det vill säga att den inte delas in i några underarter.

### Släktestillhörighet
Tidigare placerades arten i släktet Cercomela, men flera DNA-studier visar att det är parafyletiskt och vissa av dem är inbäddade i stenskvättesläktet Oenanthe.

### Familjetillhörighget
Stenskvättorna ansågs fram tills nyligen liksom bland andra buskskvättor, stentrastar, rödstjärtar vara små trastar. DNA-studier visar dock att de är marklevande flugsnappare (Muscicapidae) och förs därför numera till den familjen.

## Status och hot
Arten har ett stort utbredningsområde och det finns inga tecken på vare sig några substantiella hot eller att populationen minskar. Utifrån dessa kriterier kategoriserar Internationella naturvårdsunionen (IUCN) arten som livskraftig (LC).